# سورن کولدینگ
سورن کولدینگ (دانمارکی: Søren Colding؛ زادهٔ ۲ سپتامبر ۱۹۷۲) بازیکن فوتبال اهل دانمارک بود.
از باشگاه‌هایی که در آن بازی کرده‌است می‌توان به باشگاه فوتبال بروندبی و باشگاه فوتبال بوخوم اشاره کرد.
وی همچنین در تیم‌های ملی فوتبال زیر ۲۱ سال دانمارک و دانمارک بازی کرده‌است.